# Wayne Routledge
Wayne Neville Anthony Routledge (født 7. januar 1985 i Sidcup, England) er en engelsk fodboldspiller, som spiller for Swansea City A.F.C. som midtbanespiller. Tidligere har han spillet for blandt andet Crystal Palace F.C., Aston Villa F.C.,Queens Park Rangers F.C. og Newcastle United.